# Artie Hall

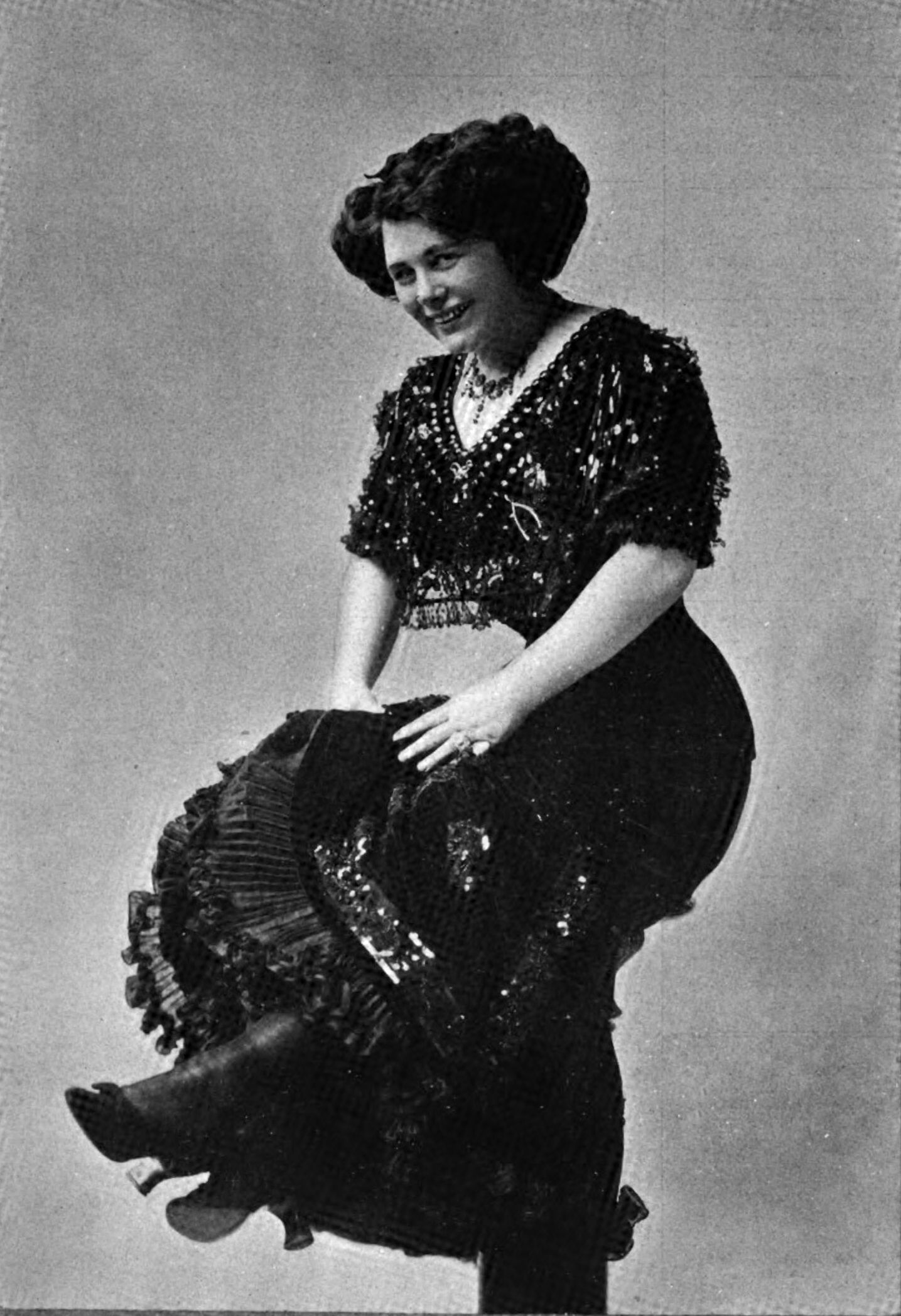
Artie Hall fuera del disfraz.

Artie Hall (c. 1881–1939) fue una cantante de vodevil y actriz estadounidense, conocida por sus actuaciones en blackface como "coon shouter". Era una "pequeña vocalista con una voz fuerte". Su papel con mayor éxito fue el de Topsy en la versión de William A. Brady de Uncle Tom's Cabin. Una parte controversial de su actuación fue quitarse el guante para mostrar su piel blanca al final de una canción.
Artie Hall fue inicialmente reportada como fallecida en el terremoto de San Francisco el 18 de abril de 1906.  Al parecer, esto fue malinterpretado y citado por el New York Times antes de que se descubriera que no había muerto.
Hall se casó hacia 1899 con un actor llamado Robert Fulgora. Se divorciaron en septiembre de 1914. Más tarde se casó con William Atwell, un agente de vodevil. Hall murió de una enfermedad renal en su casa en Astoria, Queens, Nueva York, el 20 de marzo de 1939, a la edad de 58 años.
Su hermana, Pauline Des Landes (conocida profesionalmente como Bonita) también fue una actriz de vodevil.